# In Verrem
In Verrem è una serie di orazioni scritte da Cicerone, note anche come Verrine.

## Descrizione
Furono elaborate nel 70 a.C., in occasione di una causa di diritto penale discussa a Roma, che vedeva come accusatori il popolo della ricca provincia di Sicilia e l'ex propretore dell'isola Gaio Licinio Verre come imputato. L'accusa mossa nei suoi confronti era de pecuniis repetundis, cioè di concussione, reato consumato durante il triennio di governo dal 73 al 71 a.C. I siciliani, che avevano conosciuto poco tempo prima Cicerone come questore di Lilibeo, gli affidarono l'accusa.

## Struttura e contenuti dell'opera
L'intera opera è composta di tre parti, una parte preliminare e due libri, di cui il primo contiene la prima effettiva requisitoria tenuta, mentre il secondo raccoglie le restanti cinque requisitorie mai tenute.
- Divinatio in Q. Caecilium;
- In G. Verrem actio prima;
- In G. Verrem actio secunda:
  - Liber Primus - De praetura urbana;
  - Liber Secundus - De praetura siciliensi;
  - Liber Tertius - De frumento;
  - Liber Quartus - De signis;
  - Liber Quintus - De suppliciis.

La Divinatio in Q. Caecilium è relativa al dibattito preliminare del processo contro Verre. In essa Cicerone, dimostra che l'eventuale scelta di Quinto Cecilio Nigro come accusatore, invece che lui stesso, sarebbe sbagliata, essendo appunto Cecilio Nigro legato a Verre da rapporti tali che non ne possono garantire la corretta interpretazione del ruolo atteso.
Nella seconda orazione (In Verrem actio prima) Cicerone racconta come sia stato ostacolato nelle indagini da lui svolte in Sicilia, spiega i sistemi messi in atto da Verre per ritardare il processo all'anno successivo, sperando in un giudice a lui più favorevole, ed espone riassumendoli i principali capi di accusa contro Verre. Cicerone inoltre spiazza Verre ed il suo difensore Quinto Ortensio Ortalo, rinunciando ad una lunga esposizione e passando direttamente all'ascolto dei testimoni.
Le cinque orazioni successive, contenute nel volume In Verrem actio secunda, analizzano in dettaglio il comportamento disonesto di Verre in relazione a vari aspetti: come pretore di Roma (De praetura urbana), come pretore in Sicilia (De iurisdictione siciliensi), nella riscossione delle decime (De re frumentaria), nella appropriazione di opere d'arte (De signis) e nella somministrazione di condanne verso schiavi fuggiti, banditi, pirati e cittadini romani (De suppliciis). Queste orazioni non vennero mai pronunciate in quanto Verre, dopo la sospensione del processo successiva alla Actio prima, non si ripresentò in aula alla ripresa del processo, preferendo partire per Marsiglia dove si ritirò in esilio volontario. Cicerone tuttavia le pubblicò e queste insieme alle due precedenti contribuirono a portarlo, a soli 36 anni, al centro della scena politica romana, posizione che avrebbe conservato per quasi trent'anni.

## Svolgimento di un processo a Roma
Un privato cittadino, munito della civica onorabilità, poteva presentare al presidente del tribunale (quesitor) formale accusa a carico di un altro cittadino. Il magistrato vagliava gli argomenti addotti dall'accusatore, provvedendo anche a far comparire l'accusato per interrogarlo personalmente, procedendo con cautela nel valutare la validità dell'accusa. L'iter si interrompeva nel caso in cui l'imputato non potesse trovarsi a Roma nel giorno fissato per il dibattito, oppure se si riscontravano impedimenti nella persona dell'accusatore, o se questi ricopriva una carica politica che avrebbe potuto influenzare il corso del processo, oppure perché avesse strette relazioni con l'imputato. L'accettazione dell'accusa (nominis receptio) costituiva l'atto iniziale del processo: l'imputato veniva iscritto nei ruoli giudiziari secondo i termini delle accuse, ma poteva richiedere al magistrato un giudizio preliminare (praeiudicium) sull'idoneità del suo avversario ad intentargli il processo. L'accusatore non si presentava mai solo: un certo numero di collaboratori (subscriptores) aderivano alla sua iniziativa sottoscrivendo l'accusa. Poteva anche avvenire che più cittadini si presentassero ad accusare la medesima persona, l'uno indipendentemente dall'altro; così accadde proprio per il processo di Verre. In seguito a ciò aveva luogo la scelta dell'accusatore da preferire (divinatio) tenendo conto delle garanzie di indipendenza, di rettitudine e di capacità; la divinatio costituisce un ulteriore momento di scontro tra Cicerone e le macchinazioni di Verre. 
Accettata l'accusa e stabilito l'accusatore, il presidente del tribunale aveva la facoltà di prendere ogni provvedimento di polizia necessario ad assicurare l'intervento delle due parti al processo. Intanto l'imputato si preparava al dibattito, procurandosi uno o più avvocati difensori, fino ad un massimo di quattro. In quanto reus factus, subiva certe limitazioni ai diritti civili: non poteva concorrere ad alcuna carica, né adempiere alle funzioni di accusatore. Inoltre secondo l'usanza egli stesso e i suoi figli si mostravano in pubblico in abito dimesso (vesits mutatio). Da parte sua l'accusatore, quando era necessario fare indagini (inquisitio) lontano da Roma, otteneva fino a tre e anche quattro mesi di aggiornamento, e con l'aiuto di un certo numero di collaboratori eseguiva le sue ricerche sotto le protezioni della legge, che gli forniva l'autorità per imporre a chiunque l'esibizione di documenti interessanti, procedere a perquisizioni domiciliari, nonché l'aiuto per assicurarsi la comparsa dei testimoni utili ai suoi fini. Altri differimenti del processo potevano essere
causati da ricorrenze di giorni festivi e pubbliche cerimonie (come nel caso di questo processo) che da sole sottraevano all'amministrazione della giustizia circa tre mesi l'anno. In giorno fissato entrambe le parti in causa comparivano davanti al magistrato per costituire l'assemblea dei giudici scelti per il loro processo. Veniva presentata loro la lista dei senatori che non aveva alcun impedimento a fungere da giudice, si procedeva all'estrazione a sorte di quelli che dovevano comporre l'assemblea del tribunale, dando facoltà alle due parti di respingere le persone che non erano di loro gradimento; giunto il giorno del processo tutte le persone interessate erano convocate (citati) dal banditore ad intervenire all' udienza. Se il reo dichiarava subito di riconoscere l'imputazione fattagli (confessio) cercando attenuanti alla sua colpevolezza ed implorando la pietà dei giudici, si rendeva superfluo lo svolgimento del processo. Altrimenti l'accusatore apriva il dibattito (actio) con un discorso continuo e compiuto (oratio perpetua) che trattava in sintesi tutti gli argomenti fondamentali dell'accusa.
A queste esposizione seguiva un corrispondente discorso di difesa, di solito affidato agli avvocati difensori. All'accusatore era concesso di rinunciare all'oratio perpetua, quando particolari circostanze lo giustificavano: dopo un breve discorso preliminare procedeva immediatamente all'escussione dei testimoni. La difesa era costretta a fare altrettanto e a scendere subito in lotta con la parte avversa, e proprio questa fu la tattica di Cicerone per spiazzare Verre ed il suo difensore. Fra le parti si accendevano diverbi a causa delle domande rivolte ai testi e alle obiezioni della difesa
Quando il dibattito era finito l'araldo proclamava la conclusione e i giudici si radunavano in consiglio per deliberare. La votazione avveniva pubblicamente e per lo più per iscritto. Conclusa l'attività giuridica del tribunale con l'emissione della sentenza, il presidente redigeva un rapporto ufficiale sullo svolgimento del processo. In particolare, la pena per il reato di concussione fu fissata dalla lex Cornelia, ma non possiamo stabilirne l'entità. Fra le sanzioni della lex Serviola è menzionata la perdita della civica onorabilità (infamia, ignominia) che consisteva nell'eliminazione dei diritti civili nell'elettorato attivo e passivo e dal rango privilegiato al quale eventualmente si apparteneva. Regna pure incertezza sulla determinazione del risarcimento dei danni ( litis aestimatio) poiché non si conoscono le disposizioni della legge di Silla. Si crede che anziché l'indennizzo semplice previsto dalla lex Calpurnia, il dittatore abbia elevato al quadruplo il risarcimento; ma Cicerone non aiuta a far chiarezza, poiché prima chiede un risarcimento di cento milioni di sesterzi “secondo la legge” poi indica l'ammontare della somma estorta in quaranta milioni. Infine Verre sarà costretto a pagare solo tre milioni, dato che ormai era già in esilio.

## I due protagonisti a confronto
Cicerone già a 27 anni ottenne il suo primo successo in un processo importante, difendendo un certo Roscio Amerino che, secondo lo stesso Plutarco, si era ribellato ad una macchinazione ordita da un protetto di Silla, Crisogono, su questioni di eredità. Dopo la vittoria si trasferì prudentemente ad Atene per studiare il Greco e affinare l'arte oratoria. Nel 70 a.C. a 36 anni l'affermato avvocato rientrò nella capitale dopo la morte di Silla e ricevette da un gruppo di siciliani, che si fidano di lui dopo averlo avuto come questore anni prima a Lilibeo (oggi Marsala), l'incarico di accusare il senatore Gaio Verre, il quale era stato nel triennio precedente plenipotenziario di Roma in Sicilia. Cicerone non aveva mai ricoperto il ruolo dell'accusatore, ma le denunce dei siciliani lo indignarono a tal punto da accettare questo compito, anche se ritenuto meno degno di quello del difensore. Inoltre aveva posto in quell'anno la candidatura ad edile e non si lasciò sfuggire una simile occasione per accaparrarsi voti e simpatie tra la plebe e per inserirsi più a fondo nella vita politica mediante un grande processo; da un punto di vista professionale poi la possibilità di affrontare il maggior principe del foro dell'epoca, Quinto Ortensio Ortalo; con abile manovra politica poi, accusando Verre, scagionava dalle accuse di malversazione gli equites romani della provincia, incaricati di riscuotere le imposte, e quindi si schierava dalla parte di Pompeo.
Gaio Verre, nato intorno al 115 a.C. era di origine gentilizia e probabilmente etrusca, e Cicerone ne delinea un ritratto di adolescente dissoluto. Iniziò il suo cursus honorum nell'84 a.C. come questore del console Gn. Carbone in Gallia Cisalpina. Nonostante dedito a vizi ed incapace, Carbone fu prodigo con lui di benefici e favori, che ricambiò rubando del denaro e dandosi alla fuga. In seguito passò dalla parte di Silla sbarcato a Brindisi. Qualche tempo dopo, Gn. Cornelio Dolabella, designato governatore della Cilicia, lo scelse come legatus, e in seguito lo nominò vicequestore; ma questo non bastò ad evitare che Verre lo tradisse. Nel 74 a.C. lo troviamo pretore urbano, ruolo in cui continuò la sua opera di saccheggio di templi e appropriazione di beni. L'anno dopo, designato dal Senato, diventa governatore della Sicilia e quindi acquisisce potere di imperium: funzioni militari, amministrative, giurisdizionali. Il governo di una provincia aveva durata annuale, ma in particolari circostanze poteva essere esteso. Il suo successore per il 72 a.C. era Quinto Arrio,  che però non poté raggiungere la Sicilia in quanto impegnato nella guerra contro Spartaco (nella quale morì) e quindi Verre ottenne una proroga dell'incarico. Poiché inoltre, a causa della guerra servile e delle insurrezioni nell'Italia meridionale, la situazione militare era molto pericolosa, il Senato gli prorogò l'incarico anche per il 71 a.C., allo scopo di affidargli la protezione dell'isola contro eventuali infiltrazioni di ribelli. Durante il suo governo si macchiò di innumerevoli ingiustizie, allo scopo di accrescere il suo potere e le sue ricchezze personali.

## Lo svolgimento del processo
Ai primi di gennaio, Cicerone presenta al pretore Manio Acilio Glabrione, il quale presiede le cause per i reati di concussione, una richiesta per mettere Verre in stato di accusa su invito dei siciliani. Glabrione gli concede 110 giorni di tempo per fare l'inchiesta, chiuderla e arrivare al processo fissato quindi per la fine di aprile, cioè prima che Verre possa attuare i suoi giochi politici. Il suo obiettivo era infatti far ritardare il più possibile l'inizio del processo, in modo che subito dopo la prima parte si dovesse interrompere per le feste religiose, e con l'anno nuovo cambiassero i giudici e i suoi protettori alleati quali Ortensio, i Metelli, Publio Cornelio Nasica acquisissero cariche influenti.
La divinatio si svolse il 20 gennaio. Cecilio Nigro si presentò ed invocò per sé il diritto di accusare e la commissione senatoriale doveva scegliere il candidato più idoneo, divinando, ossia tenendo in considerazione,  le argomentazioni esposte dalle due parti. In questa occasione Cicerone pronuncia il discorso che apre il corpus delle Verrine. L'accusa gli viene assegnata, gli sono concessi 110 giorni per l'inchiesta, ma si trattava di una data non abbastanza lontana per l'accusato. Il 21 gennaio lo stesso tribunale accettò una causa simile riguardante la provincia di Acaia, la quale inchieste richiedeva un tempo minore ossia 108 giorni; la priorità spettava quindi per legge al nuovo processo. Così Cicerone inizia una corsa contro il tempo, poiché la legge costringeva a concludere in ogni caso l'istruttoria entro il tempo concesso, pena l'annullamento del processo stesso.
Cicerone svolge il proprio lavoro di inquisitore dal 21 gennaio al 20 aprile. In venti giorni circa compie alcuni atti preliminari nell'urbe: si reca a casa di Verre, rientrato a Roma, raccoglie tutte le prove possibili, sigilla e requisisce i sigilli delle società appaltatrici. Alla metà di febbraio parte per la Sicilia e vi arriva nel mese intercalare, compiendo il giro dell'isola in circa cinquanta giorni. Anche qui però gli agenti di Verre cercano di impedire in ogni modo il lavoro di Cicerone: il nuovo governatore, Lucio Cecilio Metello, cerca di insabbiare le malefatte del predecessore, di impedire che le delegazioni dei provinciali partano per Roma, e che Siracusa si pronunci contro l'ex governatore. Dopo un viaggio via mare Cicerone riesce però a tornare in tempo per l'apertura del processo. Prima che il dibattito potesse iniziare però si svolse il processo “acheo”, causando un ritardo di tre mesi. Intanto Verre cercò di spargere voci di corruzione sul conto di Cicerone e di comprometterne la carica di edile. A metà luglio fu formato il collegio giudicante, composto da personalità integerrime e non corruttibili; quindi l'accusato cercò in ogni maniera di far slittare il dibattito al gennaio successivo, sfruttando le numerose festività. A fine luglio intanto le elezioni videro vincitore Cicerone, ma anche i membri della fazione di Verre, che quindi continuarono nelle iniziative ostruzionistiche.
Finalmente il 5 agosto si aprì l'actio prima in Verrem. Cicerone dimostra grande prontezza e intelligenza tattica: pur avendo a disposizione parecchi giorni per la requisitoria, sconvolge il piano della difesa e le consuetudini giudiziarie per evitare la lunga sospensione che il processo avrebbe subito di lì a quindici giorni, pronunciando un breve discorso di soli tre quarti d'ora e procedendo subito all'escussione dei testi. L'accusatore riuscì ad interrogare i testimoni in soli 9 giorni, fino al 13 agosto. Le prove raccolte, unite alla partecipazione della folla e alla sua pressione pubblica, furono talmente schiaccianti che Ortensio abbandonò il dibattimento al secondo giorno e Verre al terzo. A metà agosto, il processo era praticamente concluso nonostante la comperendinatio venisse deliberata secondo quanto previsto dalla legge, e fosse stabilita una data, intorno al 20 settembre, per l'actio seconda. Cicerone aveva ormai virtualmente vinto. Si cercarono delle soluzioni tra le due parti non per evitare la pena ma per attenuarla: si scelse l'esilio.
Successivamente Cicerone rinunciò a declamare la seconda parte delle orazioni, che si premurò comunque di pubblicare, e Verre pagò la sua ammenda, seppur molto bassa. Anni dopo i due nemici vedranno una fine simile: Cicerone finirà nelle liste di proscrizione di Antonio come conseguenza delle 14 Filippiche che il grande oratore gli aveva scagliato contro, e la sua testa e la sua mano destra verranno esposte al senato; pochi giorni più tardi Verre pagherà la sua passione per le opere d'arte con la vita, per non aver  consegnato ad Antonio dei vasi corinzi della sua collezione. Questo costò a Verre, che aveva già pensato di corrompere i giudici che stavano per essere messi in sostituzione di quelli vecchi, la condanna.